# Maurice Larcher
Pour les articles homonymes, voir Larcher.
Maurice Larcher, né le 23 janvier 1922 et mort le 8 juillet 1944, est un un agent secret mauricien du Special Operations Executive durant la Seconde Guerre mondiale.

## Identités
- État civil : Maurice Louis Marie Aristide Larcher
- Comme agent du SOE :
  - Nom de guerre (field name) : « Vladimir »
  - Nom de code opérationnel : LINESMAN (en français JUGE DE LIGNE)
  - Nom de code du Plan, pour la centrale radio : SARI
  - Fausse identité : Maurice Louis Langlade

Parcours militaire : SOE, section F, General List ; grade : lieutenant ; matricule : 306766.

## Famille
- Ses parents : Louis Larcher et Marie Samouilhan, de Rose Hill, île Maurice.
- Son frère : George Larcher, également agent SOE, fit partie de la mission SCULLION 1.

## Éléments biographiques
Maurice Larcher naît à Rose-Hill (Maurice) le 23 janvier 1922.
Avant la guerre, il habite Londres SW.
Il s'engage volontairement dans l'armée anglaise en 1942 et suivant l'exemple de son frère aîné Jean, il entre dans le SOE en juillet 1943, où il suit un entraînement complet d'agent secret, qui se termine en janvier 1944.
Il est parachuté en février 1944, où il est l’opérateur radio du réseau SCIENTIST de Claude de Baissac « Denis », jusqu'au 4 juin 1944. Puis il est détaché dans le sous-réseau VERGER de Jean Renaud-Dandicolle « René », en Normandie. Attaché au réseau Navarre du docteur Paul Janvier, il établit son premier contact radio le 2 mars 1944.
Il est tué le 8 juillet 1944 par les Allemands à Pierrefitte-en-Cinglais (Calvados). Voir le récit dans l’article "Mission du SOE en France". Son corps est retrouvé en octobre 1944.

## Reconnaissance

### Distinction
- Royaume-Uni : Mentioned in Despatches (21 juin 1945)
- France : chevalier de la Légion d'honneur, Croix de guerre 1939-1945.

### Monuments
- En tant que l'un des 104 agents du SOE section F morts pour la France, Maurice Larcher est honoré au mémorial de Valençay (Indre).
- Un monument élevé à la mémoire des cinq victimes du maquis de Saint-Clair se trouve à l'endroit où se produisit le drame du 8 juillet 1944, sur le plateau de Saint-Clair, à Pierrefitte-en-Cinglais (Calvados). Érigé en 1946 à la suite d'une souscription publique organisée par les anciens résistants regroupés en une Association du Souvenir du Maquis de Saint-Clair, il fut inauguré le 6 juillet 1947 lors d'une cérémonie présidée par le colonel Lejeune, représentant le général Koenig, en présence des autorités départementales et en présence des familles Renaud-Dandicolle, Larcher et Grosclaude. C’est au cours de cette inauguration que la Croix de chevalier de la Légion d’honneur fut remise à Jean. Le monument a été construit avec des pierres provenant des ruines de la ferme Grosclaude, avec une croix de Lorraine en granit de Saint-Sever, sur un terrain offert par cette famille.
- Bretteville-sur-Laize, Canadian War Cemetery, France, XXV.B.5.